# 川尻達也
川尻 達也（かわじり たつや、1978年5月8日 - ）は、日本の男性総合格闘家。Fight Box Fitness代表。茨城県稲敷郡江戸崎町（現・稲敷市）出身。元修斗世界ライト級王者。ブラジリアン柔術紫帯。
日本人離れした強靭なフィジカルを生かしたテイクダウンからのパスガード・トップキープを武器としている。

## 来歴
小、中学生時代は野球を経験。高校生時代は陸上の800m走の選手であった。
茨城県立土浦第三高等学校、中央学院大学卒業。中央学院大学時代にPRIDE.1での高田延彦対ヒクソン・グレイシー戦を見たことと、桜井"マッハ"速人や佐藤ルミナに憧れて総合格闘家を志した。
アマチュア時代に三崎和雄にKO負けしたことがある。
2000年4月12日、修斗にてプロデビュー。中山巧にスリーパーホールドで一本負け。デビュー戦で敗れたことで、1年間をかけて徹底的に肉体改造した。
2002年、修斗の新人王トーナメント ウェルター級（-70kg）に出場し、優勝を果たした。
2002年12月14日、修斗でビトー・"シャオリン"・ヒベイロと対戦し、0-3の判定負け。
2003年3月30日、アブダビコンバット77kg未満級日本予選に出場。準決勝で鹿又智成にポイント負け。
2003年5月、タクミにＫＯ勝ち。2003年12月、雷暗暴にＫＯ勝ち。2004年3月、宇野と判定ドロー。
2004年12月14日、修斗世界ウェルター級（-70kg）タイトルマッチでビトー・"シャオリン"・ヒベイロと再戦。終始川尻が主導権を握り、パウンドでTKO勝ちを収め王座獲得に成功した。
2005年5月22日、PRIDE初参戦となったPRIDE 武士道 -其の七-でキム・インソクと対戦し、パウンドでTKO勝ち。
2005年9月25日、PRIDE 武士道 -其の九-で行われたライト級（-73kg）トーナメント1回戦で五味隆典と対戦し、激闘の末チョークスリーパーで一本負け。この試合は年間ベストバウトに選ばれるなど、周囲からも高く評価された。また試合後「負けてもリベンジする。それが僕の格闘技人生」、「自分より強い人がいることに驚いた」とコメントした。
2006年2月17日、修斗で世界ウェルター級（-70kg）ランキング1位のヨアキム・ハンセンを相手に初防衛戦を行う。試合開始直後、ハンセンのローブローを受けてしまい、このダメージにより川尻は試合続行不可能となり、反則失格勝ちで初防衛に成功した。
2006年12月31日、PRIDE 男祭り 2006でギルバート・メレンデスと対戦。激しい打撃の応酬戦を展開したが0-3の判定負け。
大晦日の試合で左手親指を負傷していたが、2007年1月18日の練習で再び同箇所を負傷、左母指中手骨基部骨折で全治2か月と診断された。骨折により期限内の防衛戦が不可能になったことにより修斗世界ウェルター級王座を2007年1月24日付けで返上した。
2007年12月31日、1年ぶりの復帰戦となったやれんのか! 大晦日! 2007でルイス・アゼレードと対戦し、3-0の判定勝ち。

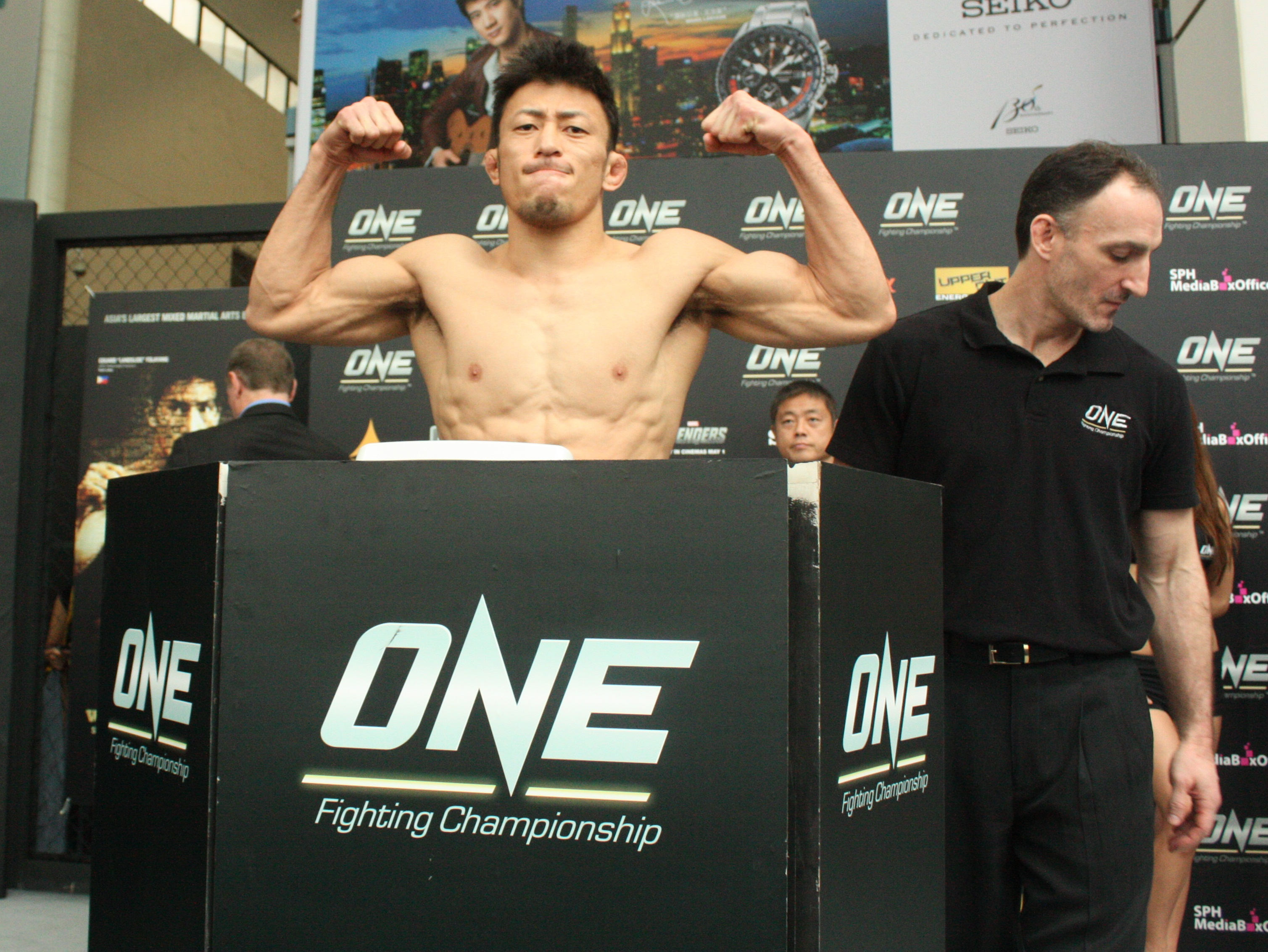
フェザー級転向以降の計量

### DREAM
2008年3月15日、DREAM.1のライト級グランプリ1回戦でブラックマンバと対戦し、3-0の判定勝ち。
2008年5月11日、DREAM.3のライト級グランプリ2回戦でルイス・ブスカペと対戦し、3-0の判定勝ち。閉会式のリング上で、同ジム所属の石田光洋に一本勝ちした宇野薫に対戦要求を行った（4月4日の記者会見で主催者推薦枠でのグランプリ参戦が発表された宇野に対し、「言いたいことは原稿用紙10枚分くらいある」と不満を漏らしていた）。
2008年7月21日、DREAM.5のライト級グランプリ準決勝でエディ・アルバレスと対戦。互角に渡り合いアルバレスをKO寸前に追い込む場面もあったがパウンドでTKO負けを喫した。
2008年12月31日、Dynamite!! 〜勇気のチカラ2008〜で武田幸三と初挑戦となるK-1ルールで対戦。右フック、右跳び膝蹴り、左フックで1R3度のダウンを奪いTKO勝ちを収めた。
2009年3月8日、DREAM.7でロス・エバネスと対戦し、チョークスリーパーで一本勝ちを収めた。試合後のリング上でJ.Z.カルバンとの次期挑戦者決定戦での対戦希望を表明した。
2009年5月26日、DREAM.9でJ.Z.カルバンと対戦し、3-0の判定勝ち。試合後、リング上でのマイクアピールで「二人で格闘技界を盛り上げませんか？魔裟斗選手、僕にもガッツンガッツン面白い打ち合いが出来るんでよろしくお願いします」と魔裟斗に対戦を呼びかけた。
2009年7月13日、K-1 WORLD MAX 2009 FINAL8でK-1ルールで魔裟斗と対戦し、2Rタオル投入によるTKO負け。
2009年12月31日、Dynamite!! 〜勇気のチカラ2009〜のDREAM vs SRC 対抗戦で横田一則と対戦し、3-0の判定勝ちを収めた。
2010年7月10日、DREAM.15のDREAMライト級タイトルマッチで青木真也と対戦し、アキレス腱固めで一本負けを喫し王座獲得に失敗した。青木の足関節技により自ら歩いて退場できないほどのダメージを負った。
2010年12月31日、Dynamite!! 〜勇気のチカラ2010〜でジョシュ・トムソンと対戦し、3-0の判定勝ちを収めた。
2011年4月9日、Strikeforce初参戦となったStrikeforce: Diaz vs. DaleyのStrikeforce世界ライト級タイトルマッチで王者ギルバート・メレンデスに挑戦。開始早々メレンデスのパンチを受け、ダウンしたところに肘打ちを受けTKO負けを喫し王座獲得に失敗した。
2011年9月24日、フェザー級転向初戦となったDREAM.17でヨアキム・ハンセンと再戦し、3R肩固めで一本勝ちを収めた。
2012年3月31日、シンガポールで開催されたONE FC 3で元KOTC世界バンタム級（-66kg）王者ドナルド・サンチェスと対戦し、三角絞めで一本勝ち。
2012年12月31日、DREAM.18 & GLORY 4で小見川道大と対戦。全ラウンドにわたって小見川を圧倒し3-0の判定勝ち。

### UFC
2013年10月22日、UFCと契約したことが発表された。
2014年1月4日、UFC初参戦となったUFC Fight Night: Saffiedine vs. Limでショーン・ソリアーノと対戦し、2R開始早々バックマウントからのリアネイキドチョークで一本勝ち。当初はハクラン・ディアスと対戦予定であったが、ディアスの欠場により相手がソリアーノに変更となった。
2014年4月11日、UFC Fight Night: Nogueira vs. Nelsonでフェザー級ランキング9位のクレイ・グイダと対戦し、0-3の判定負け。川尻にとってUFC初の黒星となったものの、ファイト・オブ・ザ・ナイトを受賞した。
2014年9月20日の日本開催となるUFC Fight Night: Hunt vs. Nelsonへの出場が噂されていたが、3度目の網膜剥離の手術によって出場を見送った。
2015年6月20日、ベルリンで開催されたUFC Fight Night: Jedrzejczyk vs. Penneでフェザー級ランキング12位のデニス・シヴァーと対戦し、3-0の判定で勝利した。
2015年12月11日、ラスベガスで開催されたThe Ultimate Fighter 22 Finaleで、ジェイソン・ナイトと対戦し、3-0の判定勝ち。当初、ミアサド・ベクティックとの対戦が予定されていたが、膝を負傷したベクティックの欠場で相手がナイトに変更となった。
2016年2月21日、UFC Fight Night: Cowboy vs. Cowboyでフェザー級ランキング8位のデニス・バミューデスと対戦し、判定負け。
2016年8月6日、UFC Fight Night: Rodriguez vs. Caceresでフェザー級ランキング5位のカブ・スワンソンと対戦し、判定負け。
2016年10月17日、UFCとの契約を自らの意思で契約解除したことが発表された。

### RIZIN
2016年12月31日、RIZIN初出場となったRIZIN FIGHTING WORLD GRAND-PRIX 2016 無差別級トーナメント FINAL ROUNDでクロン・グレイシーと対戦し、終始グラウンドで圧倒され、2Rリアネイキドチョークで一本負け。
2018年12月31日、この試合から階級をライト級に戻し、RIZIN 平成最後のやれんのか!で北岡悟と対戦し、1-2の判定負け。
2019年7月28日、RIZIN.17でアリ・アブドゥルカリコフと対戦し、3-0の判定勝ち。
2019年10月12日、RIZIN.19のライト級トーナメント1回戦でパトリッキー・ピットブルと対戦し、右飛び膝蹴りでダウンを奪われてからパウンドの連打を浴び、試合開始70秒でTKO負け。これ以降、試合を行っていない。

## 戦績

### 総合格闘技
| 総合格闘技 戦績 | 総合格闘技 戦績 | 総合格闘技 戦績 | 総合格闘技 戦績 | 総合格闘技 戦績 | 総合格闘技 戦績 | 総合格闘技 戦績 |
| --------------- | --------------- | --------------- | --------------- | --------------- | --------------- | --------------- |
| 53 試合         | (T)KO           | 一本            | 判定            | その他          | 引き分け        | 無効試合        |
| 37 勝           | 12              | 10              | 14              | 1               | 2               | 0               |
| 14 敗           | 4               | 4               | 6               | 0               | 2               | 0               |

| 勝敗 | 対戦相手                                   | 試合結果                             | 大会名                                                                          | 開催年月日     |
| ×    | パトリッキー・ピットブル                   | 1R 1:10 TKO（右飛び膝蹴り→パウンド） | RIZIN.19 【RIZINライト級トーナメント 1回戦】                                    | 2019年10月12日 |
| ○    | アリ・アブドゥルカリコフ                   | 5分3R終了 判定3-0                    | RIZIN.17                                                                        | 2019年7月28日  |
| ×    | 北岡悟                                     | 5分3R終了 判定1-2                    | RIZIN 平成最後のやれんのか!                                                     | 2018年12月31日 |
| ×    | ガブリエル・オリベイラ                     | 2R 1:00 KO（左膝蹴り）               | RIZIN FIGHTING WORLD GRAND-PRIX 2017 1st ROUND -秋の陣-                         | 2017年10月15日 |
| ○    | アンソニー・バーチャック                   | 2R（10分/5分）終了 判定3-0           | RIZIN 2017 in YOKOHAMA -SAKURA-                                                 | 2017年4月16日  |
| ×    | クロン・グレイシー                         | 2R 2:04 リアネイキドチョーク         | RIZIN FIGHTING WORLD GRAND-PRIX 2016 無差別級トーナメント FINAL ROUND           | 2016年12月31日 |
| ×    | カブ・スワンソン                           | 5分3R終了 判定0-3                    | UFC Fight Night: Rodriguez vs. Caceres                                          | 2016年8月6日   |
| ×    | デニス・バミューデス                       | 5分3R終了 判定0-3                    | UFC Fight Night: Cowboy vs. Cowboy                                              | 2016年2月21日  |
| ○    | ジェイソン・ナイト                         | 5分3R終了 判定3-0                    | The Ultimate Fighter 22 Finale                                                  | 2015年12月11日 |
| ○    | デニス・シヴァー                           | 5分3R終了 判定3-0                    | UFC Fight Night: Jedrzejczyk vs. Penne                                          | 2015年6月20日  |
| ×    | クレイ・グイダ                             | 5分3R終了 判定0-3                    | UFC Fight Night: Nogueira vs. Nelson                                            | 2014年4月11日  |
| ○    | ショーン・ソリアーノ                       | 2R 0:50 リアネイキドチョーク         | UFC Fight Night: Saffiedine vs. Lim                                             | 2014年1月4日   |
| ○    | 小見川道大                                 | 5分3R終了 判定3-0                    | DREAM.18 & GLORY 4 〜大晦日 SPECIAL 2012〜                                      | 2012年12月31日 |
| ○    | ドナルド・サンチェス                       | 1R 3:23 三角絞め                     | ONE FC 3: War of the Lions                                                      | 2012年3月31日  |
| ○    | 宮田和幸                                   | 2R 4:54 肩固め                       | 元気ですか!! 大晦日!! 2011                                                      | 2011年12月31日 |
| ○    | ヨアキム・ハンセン                         | 3R 2:30 肩固め                       | DREAM.17                                                                        | 2011年9月24日  |
| ○    | ドリュー・フィケット                       | 1R 4:41 TKO（パウンド）              | DREAM JAPAN GP FINAL -2011バンタム級日本トーナメント決勝戦-                     | 2011年7月16日  |
| ×    | ギルバート・メレンデス                     | 1R 3:14 TKO（グラウンドの肘打ち）    | Strikeforce: Diaz vs. Daley 【Strikeforce世界ライト級タイトルマッチ】           | 2011年4月9日   |
| ○    | ジョシュ・トムソン                         | 5分3R終了 判定3-0                    | Dynamite!! 〜勇気のチカラ2010〜                                                 | 2010年12月31日 |
| ×    | 青木真也                                   | 1R 1:53 アキレス腱固め               | DREAM.15 【DREAMライト級タイトルマッチ】                                        | 2010年7月10日  |
| ○    | 横田一則                                   | 5分3R終了 判定3-0                    | Dynamite!! 〜勇気のチカラ2009〜                                                 | 2009年12月31日 |
| ○    | メルカ・バラクーダ                         | 1R 3:48 TKO（パウンド）              | DREAM.11 フェザー級グランプリ2009 決勝戦                                        | 2009年10月6日  |
| ○    | J.Z.カルバン                               | 2R（10分/5分）終了 判定3-0           | DREAM.9 フェザー級グランプリ2009 2nd ROUND                                      | 2009年5月26日  |
| ○    | ロス・エバネス                             | 1R 4:03 チョークスリーパー           | DREAM.7 フェザー級グランプリ2009 開幕戦                                         | 2009年3月8日   |
| ×    | エディ・アルバレス                         | 1R 7:35 TKO（パウンド）              | DREAM.5 ライト級グランプリ2008 決勝戦 【ライト級グランプリ 準決勝】             | 2008年7月21日  |
| ○    | ルイス・ブスカペ                           | 2R（10分/5分）終了 判定3-0           | DREAM.3 ライト級グランプリ2008 2nd ROUND 【ライト級グランプリ 2回戦】           | 2008年5月11日  |
| ○    | ブラックマンバ                             | 2R（10分/5分）終了 判定3-0           | DREAM.1 ライト級グランプリ2008 開幕戦 【ライト級グランプリ 1回戦】              | 2008年3月15日  |
| ○    | ルイス・アゼレード                         | 2R（10分/5分）終了 判定3-0           | やれんのか! 大晦日! 2007                                                        | 2007年12月31日 |
| ×    | ギルバート・メレンデス                     | 2R（10分/5分）終了 判定0-3           | PRIDE 男祭り 2006 -FUMETSU-                                                     | 2006年12月31日 |
| ○    | ペル・エクルンド                           | 1R 4:12 TKO（バックマウントパンチ）  | 修斗                                                                            | 2006年10月14日 |
| ○    | クリス・ブレナン                           | 1R 0:29 KO（左膝蹴り→パウンド）      | PRIDE 武士道 -其の十二-                                                         | 2006年8月26日  |
| ○    | チャールズ・"クレイジー・ホース"・ベネット | 1R 2:30 膝十字固め                   | PRIDE 武士道 -其の十一-                                                         | 2006年6月4日   |
| ○    | ヨアキム・ハンセン                         | 1R 0:08 失格（ローブロー）           | 修斗 SHOOTO The Victory of The Truth 【修斗世界ウェルター級チャンピオンシップ】 | 2006年2月17日  |
| ×    | 五味隆典                                   | 1R 7:42 チョークスリーパー           | PRIDE 武士道 -其の九- 【ライト級トーナメント 1回戦】                            | 2005年9月25日  |
| ○    | ルイス・ブスカペ                           | 2R（10分/5分）終了 判定3-0           | PRIDE 武士道 -其の八-                                                           | 2005年7月17日  |
| ○    | キム・インソク                             | 1R 3:28 TKO（タオル投入）            | PRIDE 武士道 -其の七-                                                           | 2005年5月22日  |
| ○    | ヤニ・ラックス                             | 1R 4:42 TKO（パウンド）              | 修斗 in 福岡 玄海沖地震被災地チャリティイベント                                 | 2005年4月23日  |
| ○    | ビトー・"シャオリン"・ヒベイロ             | 2R 3:11 TKO（パウンド）              | 修斗 15th Anniversary 【修斗世界ウェルター級チャンピオンシップ】                | 2004年12月14日 |
| ○    | ミンダウガス・ラウリナイティス             | 2R 2:00 TKO（バックマウントパンチ）  | 修斗                                                                            | 2004年9月26日  |
| △    | 宇野薫                                     | 5分3R終了 判定1-0                    | 修斗                                                                            | 2004年3月22日  |
| ○    | 雷暗暴                                     | 1R 4:21 TKO（パウンド）              | 修斗                                                                            | 2003年12月14日 |
| ○    | イーブス・エドワーズ                       | 5分3R終了 判定3-0                    | 修斗 世界三大チャンピオンシップ                                                 | 2003年8月10日  |
| ○    | タクミ                                     | 1R 4:11 TKO（右ストレート）          | 修斗 Shootor's Dream II                                                         | 2003年5月30日  |
| ×    | ビトー・"シャオリン"・ヒベイロ             | 5分3R終了 判定0-3                    | 修斗                                                                            | 2002年12月14日 |
| ○    | 尾松賢                                     | 1R 4:40 腕ひしぎ十字固め             | 修斗 【新人王トーナメント ウェルター級 決勝】                                   | 2002年10月27日 |
| ○    | 椎木努                                     | 1R 4:42 スリーパーホールド           | 修斗 TREASURE HUNT 08 【新人王トーナメント ウェルター級 準決勝】                | 2002年7月19日  |
| ○    | 杉江"アマゾン"大輔                         | 2R 4:19 TKO（マウントパンチ）        | 修斗 SHOOTO GIG EAST 09                                                         | 2002年5月28日  |
| ○    | 山崎剛                                     | 5分2R終了 判定3-0                    | 修斗 WANNA SHOOTO JAPAN 2002                                                    | 2002年4月21日  |
| ○    | 滝田J太郎                                  | 2R 1:22 TKO（ドクターストップ）      | 修斗 TREASURE HUNT 04 【新人王トーナメント ウェルター級 1回戦】                 | 2002年3月13日  |
| ○    | 高田和道                                   | 1R 3:03 腕ひしぎ三角固め             | 修斗 SHOOTO TO THE TOP                                                          | 2001年9月27日  |
| ○    | 鈴木洋平                                   | 1R 2:42 スリーパーホールド           | 修斗 SHOOTO GIG EAST Vol.2                                                      | 2001年5月22日  |
| △    | 鈴木洋平                                   | 5分2R終了 判定0-1                    | 修斗 WANNA SHOOTO 2001                                                          | 2001年4月8日   |
| ×    | 中山巧                                     | 1R 2:44 スリーパーホールド           | 修斗 R.E.A.D. 〜2000 SHOOTO〜                                                   | 2000年4月12日  |

### キックボクシング
| キックボクシング 戦績 | キックボクシング 戦績 | キックボクシング 戦績 | キックボクシング 戦績 | キックボクシング 戦績 | キックボクシング 戦績 | キックボクシング 戦績 |
| --------------------- | --------------------- | --------------------- | --------------------- | --------------------- | --------------------- | --------------------- |
| 2 試合                | (T)KO                 | 判定                  | その他                | 引き分け              | 無効試合              |                       |
| 1 勝                  | 1                     | 0                     | 0                     | 0                     | 0                     |                       |
| 1 敗                  | 1                     | 0                     | 0                     | 0                     | 0                     |                       |

| 勝敗 | 対戦相手 | 試合結果                              | 大会名                                                  | 開催年月日     |
| ×    | 魔裟斗   | 2R 1:43 TKO（タオル投入）             | K-1 WORLD MAX 2009 World Championship Tournament FINAL8 | 2009年7月13日  |
| ○    | 武田幸三 | 1R 2:47 KO（3ノックダウン：左フック） | Dynamite!! 〜勇気のチカラ2008〜                         | 2008年12月31日 |

## 獲得タイトル
- 東日本アマチュア修斗オープントーナメント ウェルター級 優勝（1999年）
- 修斗ウェルター級新人王（2002年）
- 第8代修斗世界ウェルター級王座（2004年）

## 表彰
- UFC ファイト・オブ・ザ・ナイト（1回）
- PRIDE ベストバウト（2005年）
- SHERDOG ファイト・オブ・ザ・イヤー（2008年）
- スポーツ・イラストレイテッド ラウンド・オブ・ザ・イヤー（2008年）

## 出演

### 映画
- MONSTERZ モンスターズ（2014年）